# Holland & Holland
Holland & Holland Limited es un fabricante de armas y minorista de ropa de lujo británico con sede en Londres, Inglaterra, cuya principal actividad es la producción de rifles y escopetas deportivas a la medida. La empresa cuenta con dos órdenes reales .

## Historia
Holland & Holland fue fundada en 1835 por Harris Holland (1806–1896).
Holland nació en Londres, en 1806 en Londres y si bien algunos relatos sobre sus antecedentes son algo imprecisos, se cree que su padre era un organero, mientras Harris se dedicaba a ser mayorista de tabaco en Londres. Después de lograr éxito en su empresa, se le veía en varios concursos de tiro al pichón en importantes clubes de Londres, así como alquilando un páramo de urogallos en Yorkshire.
Al no tener hijos, tomó a su sobrino Henry Holland como aprendiz en 1861, y para 1867 Henry se había convertido en socio, resultando en el cambio de nombre a Holland & Holland en 1876. Aunque Henry era socio pleno, Harris mantuvo un control estricto y fue el único que pudo firmar cheques hasta su muerte en 1896.
Al principio, los cañones llevaban la inscripción H.Holland, sin dirección, fabricados probablemente por proveedores. No se sabe cuándo Harris Holland inició su propia fabricación, pero se estima que fue en la década de 1850, siendo un inicio muy inusual entre los mejores fabricantes de Londres (London Best), ya que otros como Purdey, Boss, Lang y Lancaster habían sido aprendices de Joseph Manton, mientras que otros como Beesley, Grant y Atkin fueron aprendices de Purdey o Boss.
En 1883, Holland & Holland participó en las pruebas organizadas por la revista The Field y ganó todas las categorías de rifle, estableciendo un nuevo estándar de excelencia para la competencia entre los fabricantes de armas ingleses. En 1885, se concedieron patentes a Holland & Holland para su escopeta Paradox, una escopeta con estrías en las dos pulgadas delanteras del cañón.
En 1908, patentaron la función de bloqueo desmontable con una pequeña palanca, para escopetas de cierre lateral (sidelock). El siguiente gran avance en la evolución del arma de dos cañones con cierre lateral se produjo en 1922, cuando se patentó el mecanismo de apertura asistida de H&H. Esta arma, conocida como la Royal side-by-side de apertura automática, ha tenido una enorme influencia en la fabricación de armas en todo el mundo.
Después de la la Segunda Guerra Mundial, y bajo el liderazgo del nuevo propietario y director general Malcolm Lyell, la empresa realizó misiones a la India, comprando armas de las famosas colecciones de príncipes y maharajás, resultando en el desarrollo de un importante mercado para armas de segunda mano. 
Para 1989, todas las acciones restantes de Holland & Holland fueron compradas por el grupo de lujo francés Chanel. Desde entonces, el edificio de la fábrica, en uso desde 1898, ha sido ampliamente renovado y equipado con tecnología moderna. Se mejoraron y reintrodujeron armas como la Royal superpuesta o las escopetas de dos cañones con cañones paralelos, y actualmente están disponibles desde el calibre 4 hasta .360 pulgadas. Un arma hecha a mano por la firma Holland & Holland puede costar a partir de £ 60,000  para una escopeta yuxtapuesta e incluso a partir de £ 100,00 para el caso de algunos rifles, con precios que prácticamente se duplican con el grabado de lujo, y con un período de espera de 2 a 3 años entre el pedido y la entrega.
En la década de 1990, Holland & Holland inició un importante programa de expansión. La empresa cuenta con una sala de armas en Dallas y anteriormente tenía ubicaciones adicionales. Su sala de armas en la ciudad de Nueva York cerró en 2017. Su sala de armas de Moscú cerró en algún momento antes de 2024. La tienda insignia de la empresa en Londres, en Bruton Street, ha sido completamente renovada y ampliada.
En febrero de 2021, Holland & Holland fue comprada por el grupo Beretta Holding a su anterior propietario, Chanel.

## Cartuchos
Cartuchos desarrollados por Holland & Holland:
- .240 Apex introducido en 1920. Se produjo en versiones con cinturón y con borde .
- .244 Holland & Holland Magnum introducido en 1955.
- .297/250 Rook previo 1880.
- .275 Holland & Holland Magnum, introducido en 1912, en versiones con cinturón y con borde.
- .300 Rook también conocido como el .295 Rook.
- .300 Holland & Holland Magnum, (Super .30) introducido en 1912, producido en versiones con cinturón y con borde.
- .375 Flanged Nitro Express introducido en 1899.
- .375 Holland & Holland Magnum  introducido en 1912, producido en versiones con cinturón y con borde, considerado el cartucho metálico más versátil para caza mayor.
- .400/375 Belted Nitro Express se introdujo en 1905.
- .400 Holland & Holland Magnum introducido en 2003.
- .500/450 Nitro Express se introdujo a finales de la década de 1890.
- .465 Holland & Holland Magnum introducido en 2003.
- .500/465 Nitro Express se introdujo en 1907.
- .600/577 Rewa introducido en 1929.
- .700 Nitro Express introducido en 1988.